# Sigma Arae
Sigma Arae (σ Arae, förkortat Sigma Ara, σ Ara) är en ensam stjärna belägen i den norra delen av stjärnbilden Altaret. Den har en skenbar magnitud på 4,58, är synlig för blotta ögat där ljusföroreningar ej förekommer. Baserat på parallaxmätning inom Hipparcosuppdraget på ca 8,6 mas, beräknas den befinna sig på ett avstånd på ca 380 ljusår (ca 116 parsek) från solen.

## Egenskaper
Sigma Arae är en blå till vit stjärna i huvudserien av spektralklass A0 V. Den har en radie som är ca 4,6 gånger större än solens och utsänder från dess fotosfär ca 26 gånger mera energi än solen vid en effektiv temperatur av ca 9 800 K.
Såsom ovanligt för en stjärna av spektraltyp A har röntgenstrålning med en styrka på 4,6 × 1029 erg/s observerats från Sigma Arae. Normalt förklaras detta av närvaron av en följeslagare med mindre massa. Detta verkar emellertid inte gälla för denna stjärna, utan istället har tecken på ett ytmagnetiskt fält med en styrka på ungefär 128 ± 73 Gauss observerats, vilket tyder på att röntgenkällan kan vara ytmagnetisk aktivitet.